# Keeway RKF 125
La Keeway RKF 125 è una motocicletta prodotta a partire dal 2018 dalla casa motociclistica cinese Keeway.

## Descrizione
La RKF 125 è una naked, presentata all'EICMA di Milano nel 2017.
]

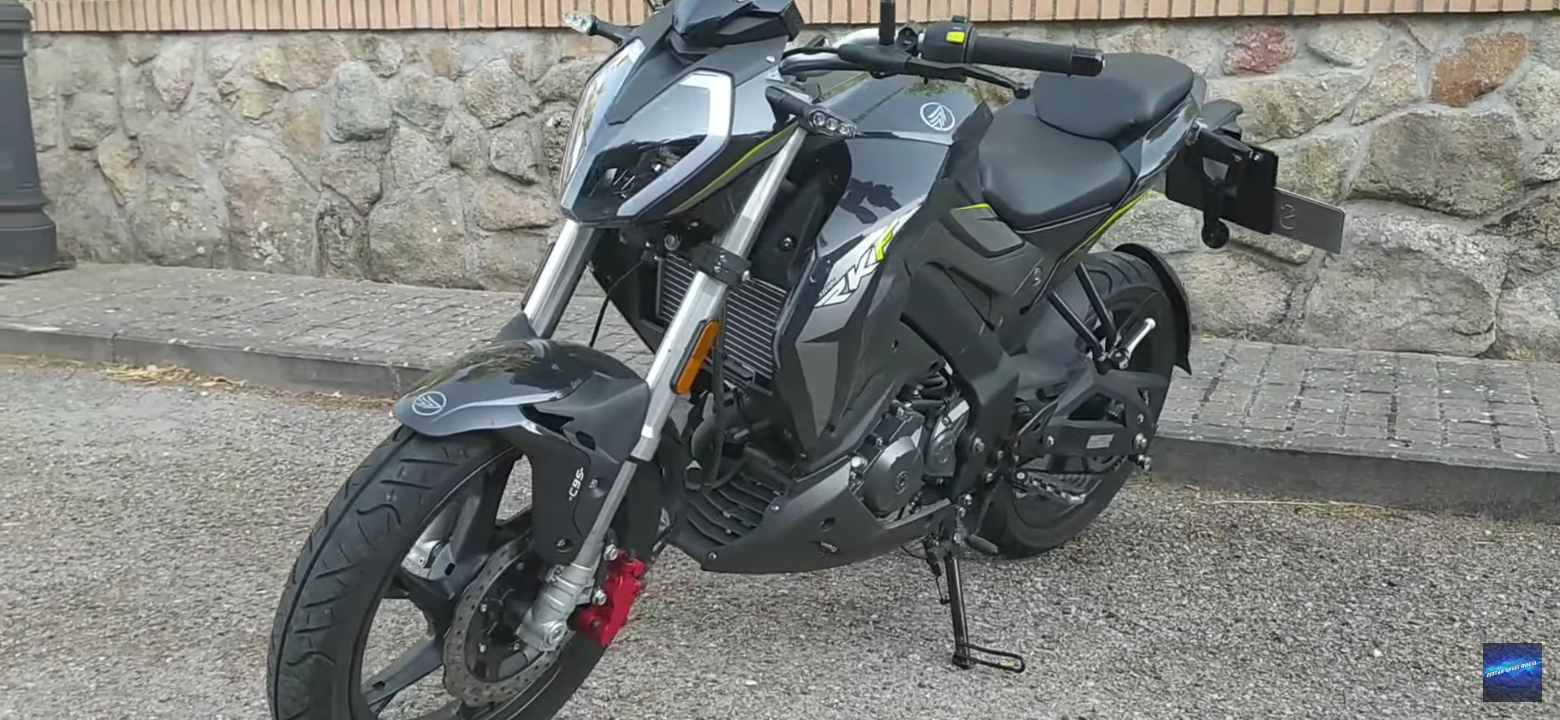

La moto monta un motore monocilindrico a quattro tempi da 125 cm³ con raffreddamento a liquido e dotato di iniezione elettronica indiretta e di un catalizzatore, venendo omologato Euro 4. Sviluppa 12,7 CV a 9.500 giri e una coppia di 10 Nm a 7.500 giri. La distribuzione è affidata a quattro valvole in testa comandate da un doppio albero a camme. La potenza viene trasferita alla ruota posteriore tramite una frizione multidisco a bagno d'olio in abbinamento ad un cambio a sei marce e ad una trasmissione finale a catena. 
L'impianto frenante è costituito da un disco da 260mm all'anteriore e un disco da 240mm al posteriore, con sistema di frenata combinata. Il telaio è del tipo scatolato perimetrale in acciaio.
Nel 2021 viene aggiornata alla normativa Euro 5.
Nel 2020 e 2021 è risultata essere la 125 nonché tra i motocicli più venduti d'Italia.